# J.H. Hobart Ward
John Henry Hobart Ward (17. juni 1823 – 24. juli 1903), i reglen omtalt som J.H. Hobart Ward, var en karriereofficer i den amerikanske hær, som kæmpede i den Mexicansk-amerikanske krig, gjorde tjeneste i staten New Yorks milits samt som general i den amerikanske borgerkrig.
Under den amerikanske borgerkrig blev han såret flere gange og blev bemærket for sin indsats i slaget ved Gettysburg og for sin uheldige opførsel under Slaget ved the Wilderness. Efter krigen arbejdede Ward i New Yorks højesteret, og blev også husket for sin død – han blev ramt af et tog.

## Tidlige år
Ward blev født i New York i en familie af militære veteraner. Hans bedstefar John Ward havde kæmpet i den amerikanske uafhængighedskrig hvor han var blevet invalid, det samme havde hans far, James Ward i den Britisk-amerikanske krig (1812). Hobart Ward blev uddannet ved Trinity College og gik som 18 årig ind i 7. Infanteriregiment. Han blev forfremmet flere gange i løbet af de næste fire år, og fik rang af chefsergent.

## Mexicansk-amerikanske krig
Ward kom mange gang i kamp under den Mexicansk-amerikanske krig, hvor han deltog i kampene under belejringen af Fort Brown og blev såret i Slaget ved Monterrey. Han blev rask i tide til at deltage i Belejringen af Veracruz.
Ward vendte hjem til sin fødeby New York og gjorde tjeneste som assisterende leder af indkøbet af provisioner fra 1851 til 1855, hvor han blev leder af indkøbet af provisioner, en post han beholdt indtil 1859.

## Indsats i borgerkrigen
Han reagerede på præsident Abraham Lincolns appel om frivillige ved krigens start og stod for rekrutteringen af 38th New York Infantry. Han blev udpeget til regimentets første oberst. Han førte regimentet i det Første slag ved Bull Run, og blev fungerende brigadechef for Brigadegeneral Orlando B. Willcox's brigade da denne blev såret i slaget. Han kom næste gang i kamp i 1862 under Peninsula kampagnen i brigadegeneral David B. Birneys brigade i 3. Korps. Ward fortsatte med at klare sig godt i Nordlige Virginia kampagnen, og kom i kamp ved Andet Bull Run og Chantilly. For sin indsats blev han forfremmet til Brigadegeneral i den frivillige hær den 4. oktober 1862, og fik tildelt kommandoen over det der havde været Birneys brigade i 3. Korps af Army of the Potomac. (Birney havde efterfulgt generalmajor Philip Kearny, som var blevet dræbt mens han førte sin division ved Chantilly.) Ward førte brigaden i Slaget ved Fredericksburg og slaget ved Chancellorsville.

### Gettysburg
Under Gettysburg-kampagnen fik Wards brigade den 2. juli af generalmajor Daniel Sickles til opgave at holde et stort område fra Wheatfield Road til Devil's Den. Spredt tyndt og med få reserver holdt Wards brigade alligevel stædigt fast. Regimenter blev flyttet til truede på punkter på linjen, især venstre flanke. Til sidst blev Wards brigade drevet tilbage af beslutsomme konfødererede angreb. Ward blev midlertidig leder af divisionen, da Wards leder Birney overtog ledelsen efter at general Sickles var blevet såret. Oberst Hiram Berdan overtog kommandoen over Wards brigade. Ward mistede 781 officerer og mænd ud af en samlet styrke på 2.188, et tab på 35,7%. Ward blev såret den 2. juli, men fortsatte med at lede. 

### Slutningen af 1863 og 1864
Ward blev igen såret senere på sommeren i kampene ved Kelly's Ford og Wapping Heights. Under Overland kampagnen i foråret 1864, blev han tildelt en brigade i Birneys 3. division, 2. Korps, en af de divisioner, der havde været i 3. Korps før reorganiseringen i 1864. Ward blev såret i hovedet i slaget ved Spotsylvania Court House. Han blev fjernet som leder den 12. maj af generalmajor Winfield S. Hancock for "dårlig opførsel og beruselse i fjendens nærvær under slaget ved the Wilderness" og blev arresteret den 12. juni. Trods disse anklager forlod han alligevel hæren med æren i behold den 18. juli 1864.

## Karriere efter krigen
Efter krigen var han civilt ansat i byen New York, hvor han fungerede som sekretær i højesteret fra 1871 til 1896.

## Død
I en alder af 80 år døde Ward i Monroe efter at være blevet ramt af et passerende tog på Erie Railroad. Efter begravelseshøjtideligheden i Brooklyn, blev hans lig ført tilbage til Monroe og begravet på byens kirkegård.

## Eksterne links
- www.dmna.state.ny.us 38th NY enhedens historie biografi over Ward.
- www.historyofwar.org historyofwar.org Slagorden, tab, slaget ved Williamsburg i 1862.